# Nepenthes pudica
Nepenthes pudica é um planta carnívora do gênero Nepenthes endêmica da ilha de Bornéu, Indonésia. Ela foi considerada pelos cientistas que a descobriram em 2012 a primeira planta carnívora a capturar suas presas no solo. “Encontramos uma planta de jarro que difere marcadamente de todas as outras espécies conhecidas”, disse Martin Dančák, da Universidade Palacký em Olomouc , República Tcheca, principal autor do estudo, que foi primeiramente publicado na revista PhytoKeys, parceira da Fundação Wikimedia.

## Descrição
A Nepenthes pudica foi descoberta por acaso em 2012, no que os cientistas chamaram de "evento de sorte", explicando que uma equipe de pesquisa da Universidade Palacký Olomouc estava numa viagem de vários dias num montanha anteriormente inexplorada, escolhida aleatoriamente.

Descrita como uma planta com folhas em jarro, a espécie cresce em cumes relativamente secos a uma altitude de 1100-1300m. A planta forma brotos subterrâneos especializados com folhas inteiramente brancas e livres de clorofila, que quando crescem alcançam cerca de 11cm. É nesses jarros - folhas modificadas - que ela "captura" animais que vivem no subsolo, geralmente formigas, ácaros e besouros. "Apenas três outros grupos de plantas carnívoras são conhecidos por capturar presas subterrâneas, mas todos eles usam mecanismos de captura muito diferentes e, ao contrário de Nepenthes pudica, conseguem apenas capturar organismos minúsculos", explicaram os cientistas.